# Nguyễn Phúc Bửu Trác
Nguyễn Phúc Bửu Trác (Hán Nôm: 阮福寶卓), là tôn thất, đồng thời là quan chức triều Nguyễn.
Ông sinh năm 1887 tại Huế, thuộc đệ tam hệ chánh phòng Văn Lãng quận vương Nguyễn Phúc Hồng Dật (vua Hiệp Hòa). Cha ông là Nguyễn Phúc Ưng Bác (阮福膺博), ông nội là vua Hiệp Hòa, tập phong Văn Lãng hương công (文朗鄉公).
Tháng 1/1922 (Khải Định thứ 7), ông làm đến chức Chưởng vệ, sung chức Quản lãnh thị vệ, thường sung Ngự tiền hộ giá. Tháng 7/1922, ông được trao Bắc Đẩu Bội Tinh hạng 5. Tháng 5/1924, giáng 2 cấp lưu nhiệm.
Năm 1925, Khải Định nhiễm trọng bệnh. Ông và một số thành viên trong tôn thất bất mãn với Khải Định và chính quyền Pháp đã lan truyền tin đồn thái tử Vĩnh Thụy không phải là con của Khải Định, với mục đích xóa bỏ "con tốt" Vĩnh Thụy. Ông vào Sài Gòn, Nam Kỳ, liên lạc với một số tờ báo để đăng tin này, đồng thời đưa một số bài báo đả kích chế độ, Khâm sứ Trung Kỳ Général Pierre Pasquier tại kinh đô bác thông tin này, Triều đình nhà Nguyễn xác minh Vĩnh Thụy là con Khải Định, ông phủ nhận vấn đề này. Triều đình nhà Nguyễn xác định ông âm mưu phá hoại triều đình, bắt giam chờ trảm. Sau đó đưa ra phàn quyết tước mọi tước vị, chức tước, tôn tịch, bắt đổi sang họ mẹ thành Đoàn Trác (段卓), giam tại nhà tù Lao Bảo. Chú của ông Nguyễn Phúc Ưng Chuẩn (阮福膺準) là án sát sứ Quảng Nam bị bắt nghỉ hưu, em trai ông Nguyễn Phúc Bửu Thập (阮福寶十), không được thông báo bị bắt giam đánh trượng, vì nghi có âm mưu liên quan lật đổ, tước tôn tịch đổi thành Đoàn Thập (段十).
Năm 1926 (Bảo Đại nguyên niên), ông được ân xá cho về quê, thành lập Hội An Nam Phật học. Tháng 5/1933, Bảo Đại khôi phục tước vị, tôn tịch đổi tên thành Bửu Trác. Ông từ chối nhận tước vị.
Năm 1940, ông qua đời tại Huế.
Một số người con của ông đều tham gia hoạt động cách mạng như con trưởng Nguyễn Phúc Vĩnh Tập (1927-1946), Chính trị viên Trung đội, hy sinh năm 1946; Tôn Nữ Băng Tâm (1929-1951), thành ủy viên Huế, hy sinh 1951; Nguyễn Phúc Vĩnh Mẫn (1931-), còn gọi là Phan Thắng, Trưởng Ban Tuyên huấn Đoàn 125.